# Simulium metatarsale
Simulium metatrsale är en tvåvingeart som beskrevs av Enrico Adelelmo Brunetti 1911. Simulium metatrsale ingår i släktet Simulium och familjen knott. Inga underarter finns listade i Catalogue of Life.